# 八八式偵察機
八八式偵察機
八八式偵察機一型
- 用途：偵察機[1][2]
- 設計者：リヒャルト・フォークト[1][2]
- 製造者：川崎造船所飛行機部
石川島飛行機製作所（後の立川飛行機）
- 運用者：大日本帝国陸軍[1][2]
- 生産数：710機[3]
- 生産開始：1928年（昭和3年）2月[2]
- 退役：1940年（昭和15年）頃[2]

八八式偵察機（はちはちしきていさつき）は、大日本帝国陸軍（日本陸軍）で採用された偵察機である。設計・製造は川崎造船所航空機部。昭和初期の日本陸軍を代表する軍用機ともいえる機体で、派生型を含み1,000機以上が製造され、日中戦争の初期まで使用された。社内呼称はKDA-2で、KDAとは"Kawasaki Dockyard, Army"（川崎造船所、陸軍）の略である。

## 開発
1925年（大正14年）11月、日本陸軍は乙式一型偵察機に代わる新型偵察機の競争試作を、川崎造船所飛行機部（現・川崎重工業航空宇宙システムカンパニー）と三菱航空機（現・三菱重工業）、中島飛行機（現・富士重工）、石川島飛行機製作所（後の立川飛行機、現・立飛企業）に指示した。後に、中島飛行機は甲式四型戦闘機のライセンス生産が始まっていたため除外されたが、社長の中島知久平がこの措置に不服を示し、競争試作に自主参加した。
川崎では、ドルニエ ワールの製造指導のためにドイツから招いたリヒャルト・フォークト技師を設計主務者に、1926年（大正15年）4月からKDA-2の設計を開始した。設計の概要が決まると、フォークトはドイツに帰国しゲッチンゲン大学で風洞による詳細な設計を進めた。社内試験用の1号機は1927年（昭和2年）2月に完成し、陸軍向けの2号機と3号機は7月に完成して陸軍に提出された。7月末から所沢陸軍飛行場で始まった試験では、比較のために全木製だった石川島のT-2が強度不足と補助翼の飛散、最優速の三菱の鳶型試作偵察機は降着装置の脱落で大破、自主参加した中島のN-35はエンジン故障で大破と不調が相次ぐ中、KDA-2は無事故かつ最優秀の成果を残した。1928年（昭和3年）2月11日の紀元節（現・建国記念の日）に、KDA-2は八八式偵察機として制式採用された。

## 設計

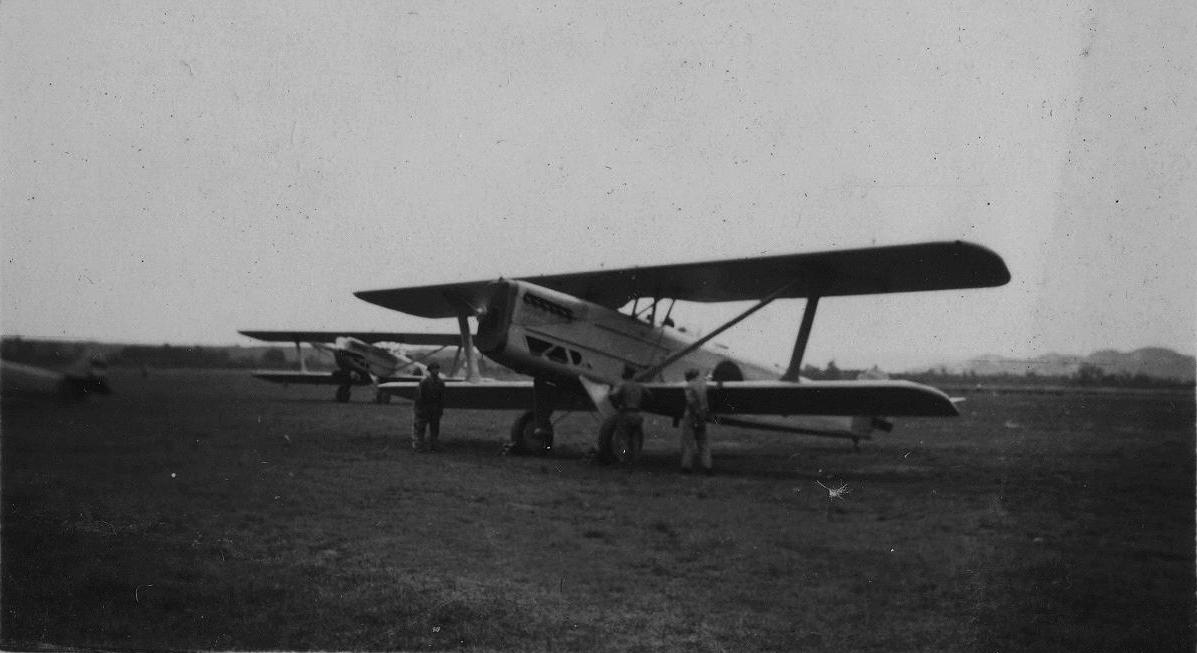
八日市飛行場における八八式偵察機一型（中央）と八八式偵察機二型（左奥）

八八式偵察機は、主翼や胴体の骨格が金属製の複葉単発機で、それまでの機体に比べ近代的な構造になっていた。エンジンは、川崎がライセンス生産したBMW製の水冷エンジンを搭載し、冷却機は機首前面に角型のものを配置した。生産開始から間もなく、陸軍所沢飛行場で荷重試験が行われ結果をもとに補強と改修が行われたほか、上翼にのみ装備していた補助翼をT-2の事故から下翼にも追加した。
運用中に角型ラジエーターの影響で前面の視界が悪く空気抵抗も大きいことが指摘され、後に冷却機を機首下部に懸架式にして機首を流線形に整形し、プロペラスピナーを付けた。また、垂直尾翼の丈が延長され、補助翼の作動方式を変更することで速度が10km/h速くなったことから、この生産型は八八式偵察機二型と呼ばれ、それまでの角型冷却機装備型は八八式偵察機一型と区別された。

## 運用・製造
当時の航空機としては全般的に高性能だったうえに稼動率も高く扱いやすい機体だったため、実戦の部隊からは好評だった。満州事変、第一次上海事変から日中戦争の初期に至るまで戦線で使用された。また、爆装をして爆撃機としても利用され、後に爆撃専用の機体が開発され、八八式軽爆撃機（KDA-2改）となった。
1929年（昭和4年）には燃料タンクを増設した機体が福岡県の大刀洗陸軍飛行場と台湾の屏東間を、15時間15分で無着陸長距離飛行を成功させた。このほかにも空中給油やフロート装着の実験に用いられ、1940年（昭和15年）頃まで偵察部隊に配備されていた。
製造は1931年（昭和6年）まで行われ、川崎のほか石川島でも2型を187機製造した。総生産機数は710機で、当時の陸軍機としては破格の多さだった。

## 諸元
二型
- 全長：12.28m[3]
- 全幅：15.0m[3][6]
- 全高：3.38m
- 主翼面積：48.0m2[6]
- 翼面荷重：59.4kg/m2[3]
- 自重：1,760kg[6]または1,800kg[3]
- 全備重量：2,850kg[3][6]
- エンジン：川崎ベ式発動機（BMW-6）水冷V型12気筒レシプロエンジン×1[3][6]
- エンジン出力：600馬力（離昇）、450馬力（公称）[6]
- 最大速度：220km/h[3][6]
- 上昇能力：3,000m/16分[6]
- 航続時間：5.5時間（最大）[6]
- 航続距離：1,200㎞[3]
- 上昇限度：6,200m[3]
- 武装：7.7mm機関銃×3（前方固定×1、後方旋回×2）[3]
- 乗員：2名[3][6]

## 派生型
八八式軽爆撃機
八七式軽爆撃機の代替として、八八式偵察機の翼間支柱を増設し主翼と胴体に計200kgの航空爆弾懸垂架を追加した爆撃機。川崎で370機、石川島で37機が製造された。
KDC-2
海防義会の発注で八八式偵察機二型を元にした輸送機。後席に4人分の客席を設置し、主翼の上下のスパンを同じ長さに変更。主脚をフロートを交換して水上機に改装することが可能だった。1927年に2機が製造され、「第四義勇号」「第五義勇号」と命名。1928年12月に朝日新聞社に貸与された。